# شون بالمر
شون بالمر (بالإنجليزية: Shaun Palmer)‏ هو دراج أمريكي، ولد في 14 نوفمبر 1968 في سووث لاك تاهوي في الولايات المتحدة.

## وصلات خارجية
- شون بالمر على موقع أرشيف الدراجات (الإنجليزية)
- شون بالمر على موقع الاتحاد الدولي للتزلج (ركوب لوح الثلج) (الإنجليزية)